# 紀元前412年
紀元前412年（きげんぜん412ねん）は、ローマ暦の年である。
当時は、「アンブストゥスとパキルスが共和政ローマ執政官に就任した年」として知られていた（もしくは、それほど使われてはいないが、ローマ建国紀元342年）。紀年法として西暦（キリスト紀元）がヨーロッパで広く普及した中世時代初期以降、この年は紀元前412年と表記されるのが一般的となった。

## 他の紀年法
- 干支 : 己巳
- 日本
  - 皇紀249年
  - 孝昭天皇64年
- 中国
  - 周 - 威烈王14年
  - 秦 - 簡公3年
  - 晋 - 烈公4年
  - 楚 - 簡王20年
  - 斉 - 宣公44年
  - 燕 - 簡公3年
  - 趙 - 献侯12年
  - 魏 - 文侯34年
  - 韓 - 武子13年
- 朝鮮
  - 檀紀1922年
- ベトナム :
- 仏滅紀元 : 133年
- ユダヤ暦 : 3349年 - 3350年

## できごと

### ペルシア帝国
- ダレイオス2世治下のアケメネス朝ペルシア帝国は、紀元前449年以来アテナイの支配下にあった小アジア各地のギリシア植民都市に、都市間の紛争を起こさせ、支配権を奪還することを画策した。小アジアのサトラップ（太守）であったティッサフェルネスとファルナバゾスは、通常以上の朝貢を集めるよう命じられた。
- スパルタは、低地アジア（Lower Asia、小アジア西部）のペルシア帝国の太守（サルディス太守）であったファルナバゾスと相互援助協定を結んだ。このミレトス条約によってペルシアは、ペロポネソス同盟艦隊の船員への賃金支払いを条件に、小アジア西部における完全な自由を手にした。

### ギリシア
- アルキビアデスは、小アジア西部沿岸のイオニアにおけるアテナイの同盟者たちの間に反乱を煽動していた。しかし、アルキビアデスはスパルタ側の信頼を失い、スパルタ王アギス2世の不興を買った。このため、アルキビアデスはアケメネス朝ペルシア帝国の太守ティッサフェルネスの下へと逃れた。アルキビアデスは、アテナイの寡頭派と共謀しながら、スパルタへの支援を取りやめるようティッサフェルネスを説得した。その間にも、スパルタの同盟都市で次々と反乱が発生し、スパルタからの離反が続いた。
- アテナイ市民たちは投票により、最後の準備資金を使って艦隊を編成することを承認した。
- クラゾメナイがアテナイに反旗を翻した。しかし、短い抵抗の後、クラゾメナイは再びアテナイの軍門に下った。